# Singida United FC
El Singida United FC es un equipo de fútbol de Tanzania que juega en la Liga tanzana de fútbol, la primera categoría de fútbol en el país.

## Historia
Fue fundado en el año 1972 en la ciudad de Singida con el nombre Mto SC y a mediados de los años 1990 comenzó a ganar notoriedad en el país. En la temporada 2001 debuta en la Liga tanzana de fútbol, de la cual desciende en la siguiente temporada.
Luego de estar varios años en las categorías regionales, en 213 inició con una serie de ascensos de categoría que lo llevaron a la Primera División de Tanzania, logrando su retorno a la Liga tanzana de fútbol en 2017.

## Palmarés
- Primera División de Tanzania: 1

2016/17

## Participación en competiciones internacionales

### CECAFA
| Temporada | Torneo                  | Ronda            | Club        | Resultado   |
| --------- | ----------------------- | ---------------- | ----------- | ----------- |
| 2018      | Copa Interclubes Kagame | Fase de grupos   | APR FC      | 2-1         |
| 2018      | Copa Interclubes Kagame | Fase de grupos   | Dekedaha FC | 1-0         |
| 2018      | Copa Interclubes Kagame | Fase de grupos   | Simba SC    | 1-1         |
| 2018      | Copa Interclubes Kagame | Cuartos de final | JKU FC      | 0-0 (3-4 p) |